# Torre d'Estorm
La Torre d'Estorm és una torre medieval semicircular, en part derruïda, datable al segle xi i que formava part d'un castell. Està situada al capdamunt del poble d'Estorm, dins del terme municipal de Sant Esteve de la Sarga, coronant el poble, la part superior del qual presenta les característiques de poble clos. Forma part de la línia defensiva del vessant nord del Montsec d'Ares.
Per arribar-hi, cal anar cap a Guàrdia de Noguera i seguir la carretera en direcció a Sant Esteve de la Sarga. Abans d'arribar a Moror hi ha un trencall a la dreta que mena fins a Estorm.

## Història
El 1099 el comte Pere Ramon I de Pallars Jussà dotà la canònica de Mur amb el terme d'Estorm. En el fogatge de 1365-70 Estorm, al costat de Vilamunera, consta com a propietat de Guillem de Berga, i el 1381, de F. de Perves. Des de la darreria del s. XVII i fins principis s. XIX, pertanyé als Portolà, barons de Castellnou de Montsec.

## Arquitectura

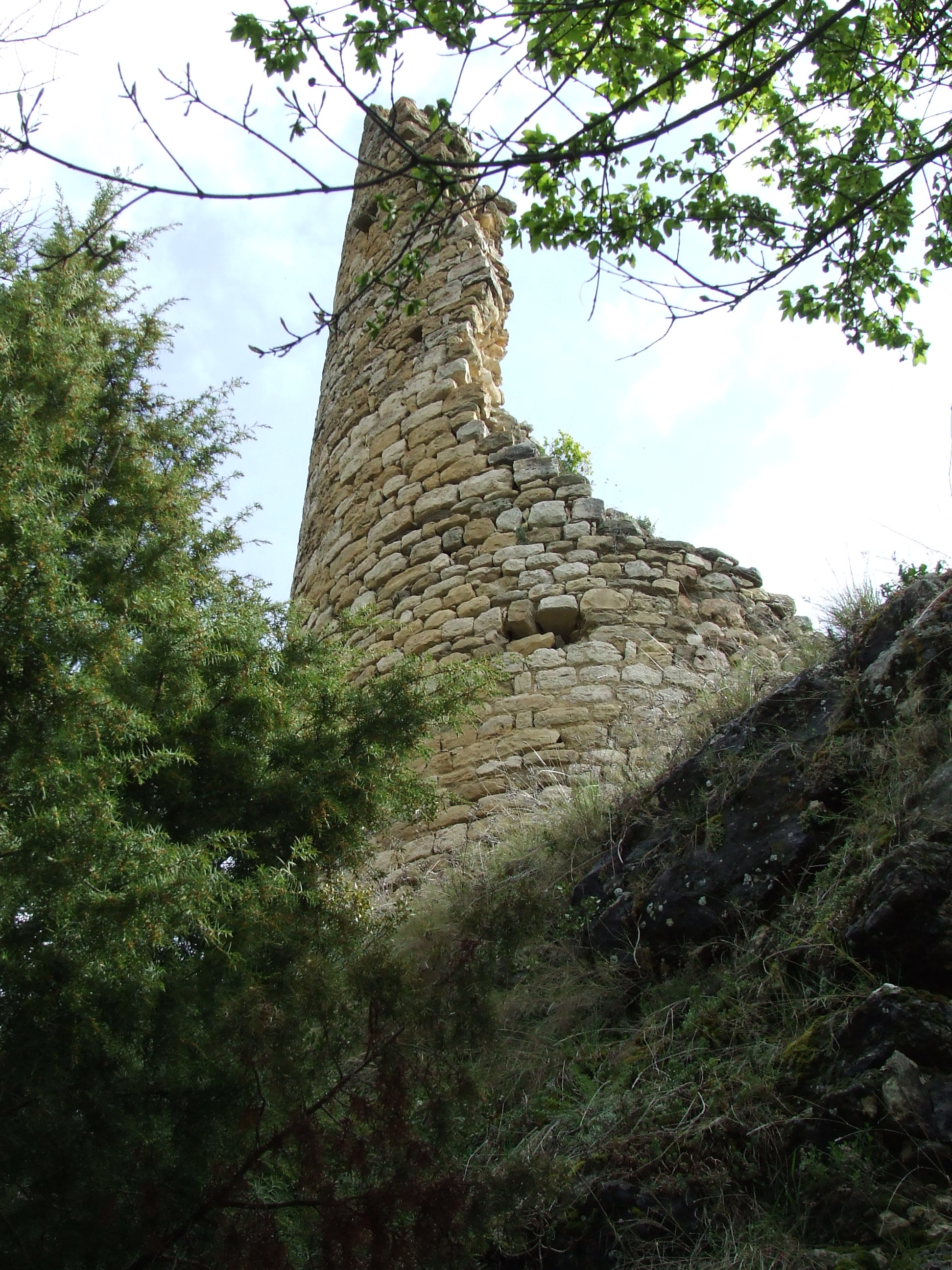
La torre, des de l'est

Era un castell format per una torre i un recinte que s'estenia pel planell que hi ha al cim del turó. Torre de planta circular d'una alçada actual de 12 m, amb un diàmetre extern al nivell inferior de 4,8 m i un gruix de mur de 140 cm. El primer trespol, on hi devia haver la porta, és a uns 5 m del sòl exterior. Uns 4,5 m més amunt hi ha un engruiximent del mur que deu correspondre a un altre sostre de fusta. Per damunt d'aquest, la torre s'alça uns 3 m més i és probable que hi hagués encara un altre pis. Al primer nivell es conserven dues espitlleres, interiorment acabades amb arcs adovellats i a l'exterior rectangulars, tancades amb llinda. Al segon pis es veu una altra espitllera, d'arc encara major que les dues anterior i, al costat seu se n'endevina una altra. Els murs estan fets amb carreus poc treballats, lleugerament escairats amb formes més rectangulars (15 cm d'alt X 30 cm de llarg) i d'altres de més quadrades. Força ben arrenglerats en filades. Al costat meridional de la torre hi havia un petit recinte, un clos murallat que ocupava tot l'espai del cim del turó del castell no ocupat per la torre. Tenia una llargada de entre 9,5 i 7 m de nord a sud i una amplada d'uns 7 m d'est a oest. El mur perimetral, que s'endevina en algun lloc, té un gruix de 80 cm. Al costat nord-oest de la torre hi ha un vall artificial que probablement es va construir per dificultar l'accés a l'enemic.
En principi, aquesta torre es dataria cap a la primera meitat del segle xi.